# 五位山大橋
五位山大橋（ごいやまおおばし）は、富山県高岡市福岡町五位の五位ダム湖に架かる主要地方道押水福岡線の橋である。
1979年度 - 1982年度まで農林水産省が五位ダム建設に伴い、五位から沢川にかけて新道を総工費24億円をかけて建設することになり、1982年に堀切トンネルとともに竣工した。

## 概要
- 左岸：富山県高岡市福岡町五位
- 右岸：富山県高岡市福岡町五位
- 橋長：145.1 m[1]
- 幅員：8.0 m[1]
- 橋脚の高さ：33 - 42 m（旧福岡町では最高の高さ）[1]
- 工期：1980年（昭和55年） - 1982年（昭和57年）12月[1]
- 開通：1982年（昭和57年）10月30日[1]